# Vol Airborne Express 827
Le 22 décembre 1996, un Douglas DC-8 cargo assurant le vol Airborne Express 827, un vol d'essai effectué depuis l'aéroport international de Piedmont Triad (en), à Greensboro, en Caroline du Nord, à la suite de plusieurs modifications majeures, est entré en décrochage et s'est écrasé sur un terrain montagneux près de Narrows, en Virginie, tuant les trois membres d'équipage et les trois techniciens de maintenance à bord de l'appareil.
Les enquêteurs ont déterminé que la cause de l'accident était une mauvaise manipulation des commandes de vol par l'équipage, lors d'un test de récupération de décrochage.

## Contexte

### Avion

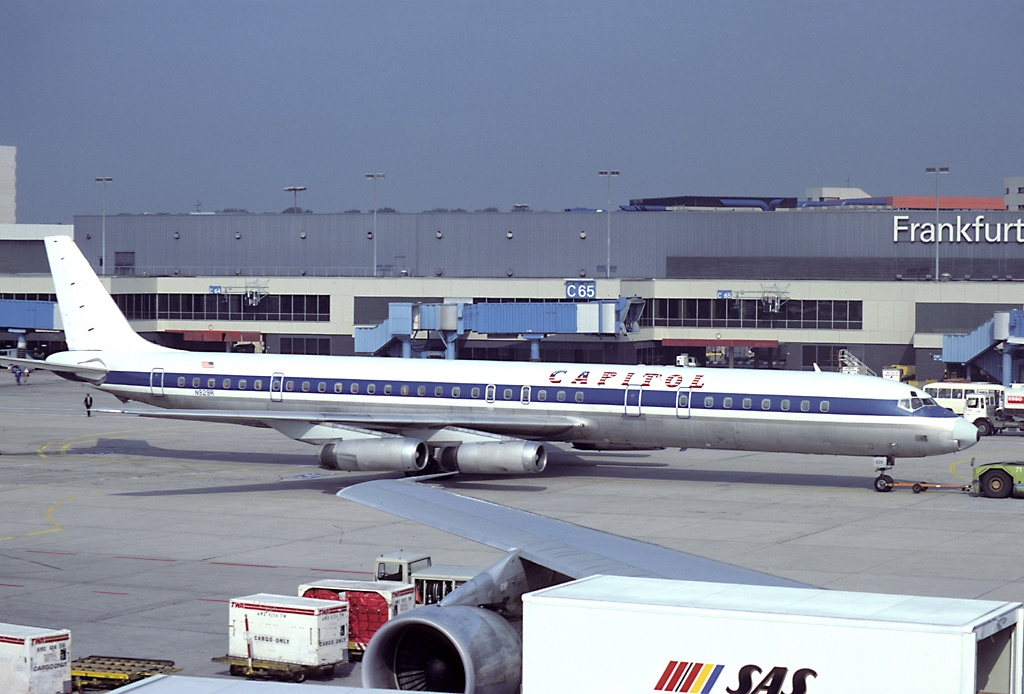
L'appareil impliqué dans l'accident, ici en septembre 1984, alors en service pour.

L'appareil impliqué est un Douglas DC-8-63F immatriculé N827AX (numéro de série 45901/293), construit en 1967 et vendu l'année suivante à KLM Royal Dutch Airlines, en tant qu'avion de transport de passagers (immatriculation PH-DEB), puis à Capitol Air (en) et National Airlines (immatriculation N929R). 
En janvier 1986, l'avion a été converti pour le transport de fret et livré à Emery Worldwide (en). Puis, ABX Air, une filiale d'Airborne Express (en), l'a racheté le 17 juin 1996, près de six mois avant le crash, et l'a réimmatriculé N827AX. Au moment de l'accident, l'appareil compte 62 800 heures de vol, ainsi que 24 234 cycles (décollage/atterrissage).

### Révision
La révision de l'appareil a été effectuée par Triad International Maintenance Corporation (TIMCO) à l'aéroport international de Piedmont Triad (en), à Greensboro, en Caroline du Nord. Au cours de cette révision majeure, l'avion a reçu d'importantes mises à niveau de l'avionique, y compris l'installation d'un système d'instruments de vol électronique (EFIS). 
Les quatre moteurs, de type Pratt & Whitney JT3D-7, ont été retirés de l'avion. Deux d'entre eux ont été révisés et réinstallés, tandis que les deux autres ont été remplacés par d'autres moteurs JT3D-7 différents d'ABX Air. Des réducteurs de bruit (en) ont été installés sur tous les moteurs pour réduire la pollution sonore. Le système d'alarme de décrochage de l'avion a été également testé et déclaré fonctionnel.

### Équipage
Au lieu d'un commandant de bord, d'un copilote et d'un mécanicien de bord, l'équipage du vol 827 était composé de deux commandants de bord (un pilote et un observateur) et d'un mécanicien de bord. Il y avait également trois techniciens à bord.
Celui qui assurait la surveillance du pilotage (bien qu'agissant en tant que commandant de bord) était Garth Avery (48 ans), qui travaillait pour Airborne Express depuis 1988 et totalisait 8 087 heures de vol, dont 869 heures sur DC-8. Il était assis sur le siège de droite. Avery était également le gestionnaire de vol des Boeing 767 de la compagnie aérienne, ainsi qu'un instructeur de vol confirmé.
Celui qui était le pilote aux commandes (bien qu'agissant en tant que copilote) était William « Keith » Lemming (37 ans), qui travaillait pour Airborne Express depuis 1991 et cumulait 8 426 heures de vol, dont 1 509 sur DC-8. Il était assis sur le siège de gauche. Lemming était le responsable des normes de vol pour les DC-8 d'Airborne Express (le poste était auparavant occupé par le commandant Avery) et avait auparavant été pilote pour Trans World Airlines (TWA).
L'ingénieur de vol était Terry Waelti (52 ans), qui, comme le commandant Avery, travaillait pour Airborne Express depuis 1988. Il totalisait 7 928 heures de vol, dont 2 576 heures sur DC-8. Il était également examinateur sur DC-8, tel que désigné par la Federal Aviation Administration (FAA). Waelti avait auparavant servi dans l'U.S. Air Force (USAF) et a été l'un des premiers ingénieurs de vol de l'USAF à être qualifié sur le Boeing E-4B.
Les trois techniciens étaient Edward Bruce Goettsch (48 ans), Kenneth Athey (39 ans) et Brian C. Scully (36 ans). Goettsch et Athey travaillaient tous deux pour Airborne Express, tandis que Scully travaillait pour TIMCO. 

## Déroulement des faits
Initialement, le vol 827 devait décoller de l'aéroport international de Piedmont Triad (en) le 16 décembre, mais il a été retardé en raison de travaux de maintenance. Une nouvelle tentative, le 21 décembre (opérée par le même équipage), a été interrompue en raison d'un problème hydraulique. Le vol 827 a finalement décollé à 17 h 40, dans la soirée du 22 décembre, après avoir été retardé en raison de travaux de maintenance supplémentaires. Le DC-8 a d'abord grimpé à 9 000 pieds (2 700 m), puis à 14 000 pieds (4 300 m).
Le vol 827 opérait selon les règles de vol aux instruments (IFR). Après avoir quitté Greensboro, en Caroline du Nord, l'avion devait voler vers le nord-ouest au-dessus du VOR de l'aéroport de New River Valley (en), en Virginie, puis vers Beckley, en Virginie-Occidentale, suivi d'autres points de passage dans le Kentucky et en Virginie, avant de revenir à Greensboro. Le vol devait durer environ deux heures.
Peu après avoir atteint 14 000 pieds (4 300 m), l'avion est entré dans une zone de givrage, ce qui a été indiqué lorsque l'enregistreur phonique (CVR) a enregistré le commandant Lemming dire : « nous avons un peu de glace ici » et « il faut probablement sortir de là », à 17 h 48 min 34 s et 17 h 48 min 37 s respectivement.
Plusieurs essais au niveau du train d'atterrissage, du système hydraulique et des moteurs ont été effectués sans incident particulier. À 18 h 05, l'ingénieur de vol Waelti a déclaré : « La prochaine étape est notre série concernant le décrochage. » 
L'étape suivante consistait à effectuer un test de manœuvre de décrochage propre. L'équipage ralentit alors l'avion jusqu'à ce que le vibreur de manche, système de bord servant d'avertissement en cas de décrochage, s'active, puis il enregistre la vitesse de décrochage (VS) et celle de l'activation du vibreur de manche, avant de reprendre le contrôle de l'avion. En d'autres termes, l'équipage fait décrocher délibérément l'avion. Le commandant Avery a déclaré qu'il arrêterait de compenser l'avion à 184 nœuds (341 km/h) et que la vitesse de décrochage était de 122 nœuds (226 km/h). L'ingénieur de vol Waelti a déclaré que le vibreur de manche s'activerait à 128 nœuds (237 km/h), soit 6 nœuds (11 km/h) de plus que la vitesse de décrochage calculée. L'équipage a commencé à ralentir progressivement l'avion, à raison d'environ 1 nœud (2 km/h) par seconde.
À 18 h 07, la puissance des moteurs a été augmentée. Une minute plus tard, une sensation de vibration structurelle, qui est le premier signe annonçant l'imminence du décrochage, a été ressentie à 149 nœuds (276 km/h).
À ce moment, selon l'enregistreur de paramètres (FDR), le DC-8 volait à 145 nœuds (269 km/h). Cependant, le vibreur de manche ne s'était toujours pas activé. La vitesse a ensuite diminué à 126 nœuds (233 km/h), et l'avion est alors véritablement entré en décrochage. À 18h08, le commandant Lemming a décidé de mettre fin au test, demandant à régler et a appliqué la pleine puissance des moteurs pour tenter de sortir du décrochage. Bien que les quatre moteurs aient commencé à accélérer, le moteur n°2 a accéléré plus lentement que les autres ; ce moteur a ensuite connu un décrochage de compresseur. 
À 18 h 09, le contrôle aérien (ATC) a demandé au vol s'il avait amorcé une descente d'urgence, le commandant Avery ayant répondu : « Oui, monsieur. » Ce fut la dernière communication (et le seul appel de détresse) émise par le vol 827. Quelques instants plus tard, l'avertisseur de proximité du sol (GPWS) s'est activé, indiquant au pilotes la présence du relief et de reprendre immédiatement de l'altitude. 
Trois secondes plus tard, à 18 h 09 min 38 s, le vol 827 s'est écrasé contre le versant d'une montagne, à une vitesse supérieure à 240 nœuds (440 km/h), avec respectivement une assiette à piqué de 26° et un roulis à gauche de 52°. L'altitude du lieu de l'accident était de 3 400 pieds (1 000 m) au dessus du niveau de la mer (MSL). La violence de l'impact avec le relief a complètement détruit l'appareil, tuant sur le coup les six personnes présentes à bord.

## Enquête
Le Conseil national de la sécurité des transports (NTSB) a lancé une enquête sur l'accident et est arrivé sur les lieux le jour même. Les deux enregistreurs de vol (CVR et FDR) ont été récupérés le lendemain matin. Les équipes de secours ont également récupéré les six corps parmi les restes de l'avion. Les efforts pour atteindre le lieu de l'accident ont été initialement entravés en raison de son emplacement éloigné et difficile d'accès, le crash ayant eu lieu en zone montagneuse.
Le NTSB a recréé le décrochage du vol 827 dans un des simulateurs de la compagnie aérienne. Lors de la simulation, le vibreur de manche s'est activé à 144 nœuds (267 km/h). Malgré le fait que le décrochage s'accentuait de plus en plus, les enquêteurs n'ont constaté qu'aucun piqué inattendu, ni roulis à gauche/droite ne s'est produit dans le simulateur.
En 1991, un autre DC-8 d'Airborne Express est entré dans un véritable décrochage lors d'un test en vol, mais l'équipage a pu récupérer la situation à temps et les essais ont continué sans autre incident. Dans l'incident de 1991, le vibreur de manche s'est activé au moment même où la sensation de vibration s'est produite. La Federal Aviation Administration (FAA) a publié une procédure de récupération de décrochage révisée pour Airborne Express, qu'elle a accepté d'intégrer dans son manuel d'exploitation. Cependant, la compagnie aérienne n'avait que partiellement intégré cette procédure au moment de l'accident du vol 827.
Au moment de l'accident, il y avait des averses éparses, une pluie légère et le plafond se situait entre 14 000 pieds (4 300 m) et 15 000 pieds (4 600 m). Les conditions météorologiques en surface, signalées à l'aéroport de Mercer County (en), à Bluefield, indiquaient que la visibilité était alors de 2 miles (3 km).
En raison du givrage, la cellule de l'avion à commencer à vibrer 12 nœuds (22 km/h) avant la vitesse de décrochage. Le FDR a indiqué que l'avion est véritablement entré en décrochage à 126 nœuds (233 km/h), soit quatre nœuds avant la vitesse de décrochage. Le NTSB a par la suite conclu que le givrage, quelle que soit son intensité, ainsi que le réglage incorrect du compensateur du stabilisateur horizontal durant le test, n'ont pas contribué à l'accident.
Malgré la décision opportune du commandant Lemming de mettre fin au test de décrochage, il a ensuite relever le nez de l'avion en tirant sur le manche de commande, ce qui l'a ralentit au point de le faire entrer dans un véritable décrochage. Le NTSB note qu'il a probablement fait cela pour tenter d'établir une assiette et un réglage de puissance appropriés.
Le commandant Avery n'a pas remarqué les actions incorrectes effectuées par le commandant Lemming, bien qu'il ait tenté de lui expliquer comment sortir l'avion du roulis vers la gauche, mais pas comment sortir du décrochage. De plus, il n'a pas réaffirmer ses instructions, ni pris lui-même les commandes de l'avion. Le NTSB a noté que, comme les deux pilotes avaient le grade de commandants de bord, occupaient des postes de direction au sein de la compagnie aérienne et avaient des antécédents similaires, ils auraient eu du mal à se remettre en question en raison d'un manque de leadership. Le commandant Avery, en tant que commandant de bord, aurait dû surveiller et remettre en question les actions du commandant Lemming, mais ses rôles en tant que commandant de bord et instructeur étaient informels lors de ce vol.
Le NTSB a également examiné les dossiers de maintenance du DC-8 accidenté et les procédures d'Airborne Express pour tester le système d'alarme de décrochage, mais n'a pas pu déterminer pourquoi le vibreur de manche était inopérant pendant le vol. En outre, le moment durant lequel l'équipage a eu conscience du décrochage a été de courte durée, car ils étaient en grande partie distraits par le décrochage de compresseur sur le moteur n°2 et les communications avec le contrôle aérien. Les enquêteurs ont également déclaré qu'un affichage de l'angle d'attaque dans le poste de pilotage aurait pu aider l'équipage à avoir une meilleure connaissance de la situation. Un autre facteur est le fait que l'équipage n'avait pas de références visuelles extérieures, dû au fait que l'avion volait de nuit, dans des conditions météorologiques de vol aux instruments (IMC), à partir du moment où le test de décrochage a été effectué jusqu'à l'impact final.
Enfin, ni le commandant Avery, ni le commandant Lemming n'avaient jamais piloté un DC-8 ayant subi des modifications techniques lors d'un vol d'essai, jusqu'au 21 décembre (date à laquelle le vol initial a été avorté), bien que le directeur des programmes de vol de la compagnie aérienne ait autorisé Avery à servir comme pilote et commandant de bord sur ce type de vol après modification.

### Rapport final
Le NTSB a publié son rapport final le 15 juillet 1997. Il a déterminé que les causes probables de cet accident sont l'entrée de commande de vol inappropriées, appliquées par le commandant Lemming (pilote en fonction), lors d'une tentative de récupération de décrochage, ainsi que l'échec, de la part du commandant Avery (pilote non en fonction), à reconnaître, traiter et corriger les actions de son collègue. 
De plus, l'échec d'Airborne Express à établir un programme officiel concernant les vols d'évaluation, comprenant des directives adéquates, ainsi que les exigences et la formation des pilotes pour l'exécution de ce type de vols, a contribué à l'accident. 
Le vibreur de manche inopérant pendant ce vol, la fidélité du simulateur de vol sur DC-8 de la compagnie aérienne à reproduire les caractéristiques de décrochage de l'appareil, jugée imprécise et inadéquate par les enquêteurs, le décrochage du compresseur sur le moteur n°2 qui a distrait l'équipage, le fait que l'accident soit survenu en pleine nuit, entraînant une absence de repères visuels extérieurs pour l'équipage, et le fait qu'Airborne Express n'exigeait pas que les tests en vol soient terminés avant la tombée de la nuit, ont également contribué à cet accident.
Airborne Express a convenu avec le NTSB que les pilotes avaient utilisé des procédures incorrectes, mais a contesté deux autres conclusions, citant qu'Avery avait déjà vécu l'expérience de reprendre le contrôle d'un DC-8 pendant un décrochage, et déclarant que les procédures de décrochage révisées avaient été pleinement mises en œuvre au moment de l'accident.

## Conséquences
Le NTSB a émis sept recommandations de sécurité à la FAA. Il a également réitéré une recommandation antérieure concernant l'angle d'attaque, à la suite du crash du vol American Airlines 965, survenu le 20 décembre 1995, exigeant que tous les avions de transport présentent aux pilotes des informations sur l'angle d'attaque sous forme visuelle et que tous les transporteurs aériens forment leurs pilotes à utiliser ces informations pour obtenir les meilleures performances de montée possibles.

## Médias
L'accident a fait l'objet d'un épisode dans la série télévisée Air Crash nommé « Test fatal » (saison 25 - épisode 10).